# Anke Johannsen

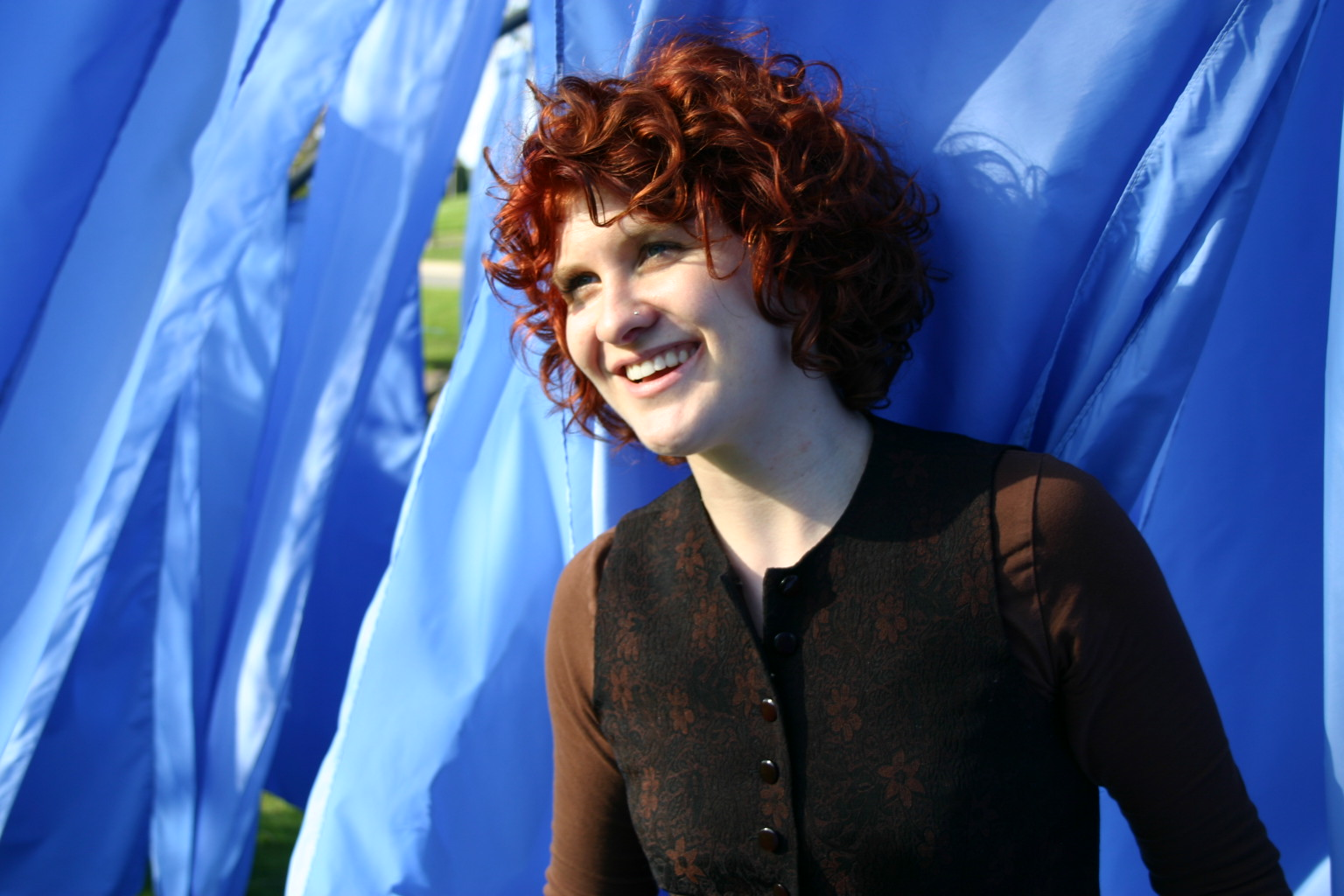
Anke Johannsen, 2005

Anke Johannsen (* 15. Juni 1981 in Siegburg) ist eine deutsche Sängerin, Pianistin und Komponistin aus Duisburg.

## Biografie
Nach Anfängen als Sängerin und Keyboarderin in diversen Bands und Musicals startete Anke Johannsen 2005 eine Solokarriere als Pianistin und Sängerin. 2006 brachte sie in Kooperation mit der amerikanischen Firma CD Baby Days of Music, ein Piano-Album mit eigenen Improvisationen und Kompositionen, auf den Markt.
Nach Veröffentlichung ihrer Single Love Will Always Find A Way folgte eine Tour mit Tunde Baiyewu, Sänger der Lighthouse Family, bei der Anke Johannsen Tunde als Pianistin und Sängerin begleitete.
Auftritte im europäischen Ausland sowie in den USA, Afrika und Asien brachten Anke Johannsen auch über die deutschen Landesgrenzen hinaus Bekanntheit. Dazu gehört seit 2011 auch der Libanon, den sie insgesamt fünfmal für Konzertreisen bereist hat.
2009 schrieb und veröffentlichte Anke Johannsen erstmals den deutschen Titel Greif nach den Sternen, der die Medienkampagne eines Softdrinks begleitete.
Von 2010 bis 2014 tourte die Künstlerin mit eigener Band („Anke Johannsen Band“) bestehend aus: Andreas Reinhard – Bass, Jens Otto – Schlagzeug. Das Trio, das manchmal durch einen Gitarristen erweitert wurde, spielte ausschließlich eigene Musik mit sowohl deutschen als auch englischen Texten. Der Stil ließ sich mit einer Mischung aus Jazz, Pop und Soul umschreiben.
Im August 2011 nahm sie mit dieser Besetzung ihr Album Es war einmal... auf, das am 3. Februar 2012 veröffentlicht wurde. Als Single wurde der Song Wiedersehen ausgekoppelt. Teilfinanziert wurde dieses Album durch Crowdfunding, was der Band Berichterstattungen im WDR („Lokalzeit Ruhr“) und ZDF („Volle Kanne“) einbrachte.
2012 komponierte und produzierte sie eine Warteschleife für die R+V BKK in Wiesbaden. Sowohl der Song als auch das für Social-Media-Zwecke erstellte Video erlangten deutschlandweite Beachtung.
Im August 2012 nahm Anke Johannsen ihr Pianoalbum Auf dem Seil auf, das sie im Oktober desselben Jahres veröffentlichte.
Im April 2013 produzierte Anke Johannsen gemeinsamem mit ihrem Musikerkollegen Jens Otto unter Beteiligung von 30 Mitwirkenden einen Kurzfilm zum Thema Mut.
Im Sommer desselben Jahres kam es zu einer Kooperation mit dem Duisburger Buchautoren Robert Tonks. In Anlehnung an Tonks' Buch Denglisch in Pool Position: English makes German Werbung funny! 2 entstand der Song Pool Position, zu dem sie gemeinsam ein Musikvideo produzierten.
Ebenfalls im Sommer 2013 veröffentlichte Anke Johannsen ihren Song Who Says. Song und das dazugehörige Musikvideo produzierte sie erstmals komplett in Eigenregie. Die Dreharbeiten dazu fanden in Duisburg sowie auf dem Gelände des ehemaligen Flughafens Tempelhof in Berlin statt.
Im April 2014 veröffentlichte die Anke Johannsen Band ihr Live-Album To Make You Happy, das sie bei Konzerten im Winter 2013/2014 mitschnitt. Der Titel dieses Albums wurde in Anlehnung an die Motivation der Künstlerin gewählt, ihr Publikum stets glücklich zu machen.
Im Mai 2014 strahlte der WDR Duisburg ein Porträt über Anke Johannsen aus, für das der Song Schon allein für den Mond als Aufhänger diente. Der Song beschreibt Anke Johannsens Ankommen in ihrer Wahlheimat Duisburg, zu der sie sich öffentlich mit Begeisterung bekennt.
Seit 2014 widmet sich Anke Johannsen Kompositionen und Produktionen ohne Band. Dazu gehören Projekte in öffentlichen Einrichtungen sowie Musik-Video-Produktionen für Auftraggeber. So komponierte sie 2015 das Jubiläumslied zum 120-jährigen Bestehen der LWL-Klinik in Dortmund. Im Frühjahr 2016 entstand in Kooperation mit der Stadt Duisburg und der niederländischen Organisation Exoduscomité eine Musik-Video-Collage zum Thema "Stille Helden". Inspiriert war dieses Projekt durch niederländische und deutsche Menschen aus der Endphase des Zweiten Weltkrieges und dem Wiederaufbau, würdigt aber auch Menschen aus unserer Zeit, die im entscheidenden Moment das Richtige tun oder immer etwas mehr tun, als sie müssten. Der Video-Clip illustriert den Song mit deutschen und niederländischen Kurztexten und historischen Fotos.
Im Sommer desselben Jahres veröffentlichte sie das Musikvideo I run with the Power of 1000 Horses, das in Kooperation mit anderen Duisburgern entstand und sich der Liebe zum Laufen widmet. Als Inspiration dazu diente Anke Johannsen der Rhein-Ruhr-Marathon in Duisburg, den sie zuvor absolviert hatte.
Live ist die Künstlerin auch in Vorträgen und Workshops zu hören, die sie neben ihren künstlerischen Tätigkeiten gibt.
Von Juni 2017 bis Dezember 2019 arbeitete Anke Johannsen an ihrem Konzept-Album Wir Zugvögel, das sie erneut durch Crowdfunding finanzierte. Bei der Entstehung der Kompositionen bezog sie ihre sog. „Albumpat*innen“ ein, indem sie mit einer Auswahl von ihnen Zug-Interviews durchführte, deren Inhalte als Grundlage für die Musik und Texte dienten. Die Songs AkzepTanz und Wenn die neuen Zeiten anbrechen wurden im November 2017 als Single-Auskopplungen veröffentlicht. Das Album erschien im Dezember 2019.
Im Dezember 2022 veröffentlichte Anke Johannsen ihr Album Weil die Zuversicht uns immer bleiben muss.

## Ehrungen
2020 verlieh die Köhler-Osbahr-Stiftung Anke Johannsen für ihre musikalische Arbeit mit Kindern und Jugendlichen den Musikpädagogikpreis der Stadt Duisburg.

## Diskografie

### Alben
- More than It Seems (2005)
- Days of Music (2006)
- Es war einmal... (2012)
- Auf dem Seil (2012)
- To Make You Happy (2014)
- Wir Zugvögel (2019)
- Weil die Zuversicht uns immer bleiben muss (2022)

### Singles
- Love Will Always Find a Way (2007)
- Greif nach den Sternen (2008/2009)
- Wiedersehen (2012)
- Pool Position (2013)
- Who Says (2013)
- AkzepTanz (2017)
- Wenn die neuen Zeiten anbrechen (2017)

## Belege
1. ↑  Singles (deutsch). Abgerufen am 4. Februar 2020 (deutsch).
2. ↑  Termine. Abgerufen am 4. Februar 2020 (deutsch).
3. ↑  Termine. Abgerufen am 4. Februar 2020 (deutsch).
4. ↑  Musikerin im Libanon unterwegs. (waz.de [abgerufen am 3. Januar 2018]).
5. ↑  Coolayran Next Generation Stars Vol. 1. Abgerufen am 4. Februar 2020.
6. ↑  Anke Johannsen: "Es war einmal..." Familienalbum d. Anke Johannsen. Abgerufen am 4. Februar 2020.
7. ↑  Keine Langeweile bei der Warteschleife der R+V BKK - R+V Blog. In: R+V Blog. 21. November 2012 (ruv-blog.de [abgerufen am 3. Januar 2018]).
8. ↑  Singles (deutsch). Abgerufen am 4. Februar 2020 (deutsch).
9. ↑  30 Akteure bewiesen „MUT“. (waz.de [abgerufen am 3. Januar 2018]).
10. ↑  ROBERT TONKS + ANKE JOHANNSEN: JETZT BEKOMMT DENGLISCH EINEN SONG! Archiviert vom Original am 4. Januar 2018; abgerufen am 3. Januar 2018.
11. ↑  Anke Johannsen: Who Says. Abgerufen am 4. Februar 2020 (deutsch).
12. ↑  WAZ: Alle sind "happy" - auch die Anke Johannsen Band. Abgerufen am 4. Februar 2020.
13. ↑  Ein Liebeslied für Duisburg/Porträt über Anke Johannsen (WDR). Abgerufen am 4. Februar 2020 (deutsch).
14. ↑  Kurzweilige Reden und ein Jubiläumssong. Abgerufen am 4. Februar 2020.
15. ↑  Videoclip würdigt Zivilcourage. 18. Juni 2016, abgerufen am 4. Februar 2020 (deutsch).
16. ↑  Thomas Richter: Ein Hit für alle Langlauf-Freunde "made in Duisburg". (waz.de [abgerufen am 3. Januar 2018]).
17. ↑  Alanus: Anke Johannsen. Abgerufen am 5. Juni 2023.
18. ↑  Olaf Reifegerste: Das Porträt Anke Johannsen: 'Zugvögel' suchen Albumpaten. Abgerufen am 3. Januar 2018.
19. ↑  Zuversicht. Abgerufen am 13. Januar 2023 (deutsch).
20. ↑  Anke Johannsen erhält den Musikpädagogikpreis. 19. März 2021, abgerufen am 17. Mai 2021 (deutsch).

| Personendaten    | Personendaten                                             |
| ---------------- | --------------------------------------------------------- |
| NAME             | Johannsen, Anke                                           |
| KURZBESCHREIBUNG | deutsche Sängerin, Pianistin und Songwriterin             |
| GEBURTSDATUM     | 15. Juni 1981                                             |
| GEBURTSORT       | Siegburg, Nordrhein-Westfalen, Bundesrepublik Deutschland |